# 838-й отдельный разведывательный артиллерийский дивизион
838-й отдельный разведывательный артиллерийский ордена Красной Звезды дивизион Резерва Главного Командования — воинское формирование Вооружённых Сил СССР, принимавшее участие в Великой Отечественной войне.
Сокращённое наименование — 838-й орадн РГК.

## История
Сформирован на базе радн 266 пап 28 А (Приказ НКО СССР № 0293 от 19 апреля 1942 года "Об изменении штатов артиллерийских частей ") 11 июля 1942 года
В действующей армии с 11.07.1942 по 05.02.1943 и с 1.03.1943 по 25.07.1944 .
В ходе Великой Отечественной войны вёл артиллерийскую разведку в интересах артиллерии соединений и объединений Сталинградского , Юго-Восточного , Донского , Воронежского , Степного и 2-го Украинского фронтов.
25 июля 1944 года в соответствии с приказом НКО СССР от 16 мая 1944 года № 0019 «Об усилении армий артиллерийскими средствами контрбатарейной борьбы», директивы заместителя начальника Генерального штаба РККА от 22 мая 1944 г. №ОРГ-2/476 838 орадн обращён на формирование 155 пабр 5-й гв. армии .

## Состав
до октября 1943 года
- Штаб
- Хозяйственная часть
- батарея звуковой разведки (БЗР)
- батарея топогеодезической разведки (БТР)
- взвод оптической разведки (ВЗОР)
- фотограмметрический взвод (ФГВ)
- артиллерийский метеорологический взвод (АМВ)(до февраля 1943 года)
- хозяйственный взвод

с с октября 1943 года
- Штаб
- Хозяйственная часть
- 1-я батарея звуковой разведки (1-я БЗР)
- 2-я батарея звуковой разведки (2-я БЗР)
- батарея топогеодезической разведки (БТР)
- взвод оптической разведки (ВЗОР)
- фотограмметрический взвод (ФГВ)
- хозяйственный взвод

## Подчинение
| Дата                 | Фронт                | Армия         | Корпус | Дивизия | Бригада | Примечания |
| -------------------- | -------------------- | ------------- | ------ | ------- | ------- | ---------- |
| 17.07.42 −7.08.42г.  | Сталинградский фронт | 57-я армия    | -      | -       | -       | -          |
| 7.08.42 −30.09.42г   | Юго-Восточный фронт  | 57-я армия    | -      | -       | -       | -          |
| 30.09.42-31.12, 42г. | Сталинградский фронт | 57-я армия    | -      | -       | -       | -          |
| 1.01.43-6.02.43г     | Донской фронт        | 64-я армия    | -      | -       | -       | -          |
| 6.02.43-1.03.43г     | Резерв Ставки        | 64-я армия    | -      | -       | -       | -          |
| 1.03.43-1.05.43г     | Воронежский фронт    | 64-я армия    | -      | -       | -       | -          |
| 1.05.43-18.07.43г    | Воронежский фронт    | 7-я гв. армия | -      | -       | -       | -          |
| 18.07.43-20.10.43г   | Степной фронт        | 7-я гв. армия | -      | -       | -       | -          |
| 20.10.43-25.07.44г   | 2-й Украинский фронт | 7-я гв. армия | -      | -       | -       | -          |

## Командование дивизиона
Командир дивизиона
- майор Саленко Павел Михайлович

Заместитель командира дивизиона
- капитан Юшкевич Иван Антонович

Начальник штаба дивизиона
- ст. лейтенант Рогалинский Витольд Вячеславович (в марте 1944 года назначен командиром 5 орадн 1 А Войска Польского)
- капитан Балюкин Константин Иосифович

Заместитель командира дивизиона по политической части
- майор Сычёв Николай Васильевич

Помощник начальника штаба дивизиона
- ст. лейтенант Попов
- ст. лейтенант Краюшкин Михаил Васильевич

Помощник командира дивизиона по снабжению

## Командиры подразделений дивизиона
Командир  БЗР(до октября 1943 года)
- капитан БалюкинКонстантин Иосифович

Командир 1-й БЗР
- лейтенант Литвин Иосиф Иванович

Командир 2-й БЗР
- ст. лейтенант Хабахпашев Алексей Григорьевич

Командир БТР
- капитан Юшкевич Иван Антонович
- лейтенант Козлов
- ст. лейтенант Кленицкий Борис Моисеевич

Командир ВЗОР
- ст. лейтенант Белоглазов Антип Антипович

Командир ФГВ
- лейтенант Осякин Иван Михайлович

Командир АМВ(до февраля 1943 года)
- ст. лейтенант Краюшкин Михаил Васильевич

## Награды и почётные наименования
| Награды и наименования | дата         | за что получена |
| ---------------------- | ------------ | --- |
| Орден Красной Звезды   | 9.02.1944 г. | награжден указом Президиума Верховного Совета СССР за образцовое выполнение боевых заданий командования на фронте борьбы с немецкими захватчиками и проявленные при этом мужество и доблесть. |